# Harry Nilsson (Fußballspieler)
Harry Nilsson (* 5. Januar 1916 in Landskrona; † 2. Februar 1993) war ein schwedischer Fußballspieler.

## Laufbahn
Nilsson debütierte in den 1930er Jahren für Landskrona BoIS in der Allsvenskan. 1938 wurde er erstmals in die schwedische Nationalmannschaft berufen. Mit 13 Länderspielen bis 1941 stellt er bis heute den vereinsinternen Rekord.
1942 wechselte Nilsson zum Ligarivalen AIK Solna. Dort war er von Beginn an Stammspieler und konnte 1949 den Gewinn des Svenska Cupen feiern. 1947 hatte er nach 34 Länderspielen seine internationale Karriere beendet, 1951 hängte er die Fußballschuhe an den Nagel.
| Personendaten    | Personendaten               |
| ---------------- | --------------------------- |
| NAME             | Nilsson, Harry              |
| KURZBESCHREIBUNG | schwedischer Fußballspieler |
| GEBURTSDATUM     | 5. Januar 1916              |
| GEBURTSORT       | Landskrona                  |
| STERBEDATUM      | 2. Februar 1993             |